# Комонуелт (залив)
Заливът Комонуелт (на английски: Commonwealth Bay) е залив в югоизточната част на море д'Юрвил, част от акваторията на Индоокеанския сектор на Южния океан, край бреговете на Източна Антарктида, Бряг Джордж V на Земя Виктория. Разположен е между носовете Олдъм на запад и Грей на изток, с ширина на входа 48 km, вдава в сушата на 18 km.
Заливът е открит и бреговете му са топографски заснети през 1912 г. от австралийската антарктическа експедиция, възглавявана от Дъглас Моусън, който наименува новооткрития залив в чест на обединената австралийска общност. На брега на залива (нос Денисън) е построена основната база на експедицията.